# Leucocyte
Leucocyte è un album che è stato pubblicato nel 2008, fu registrato in due giorni nel gennaio 2007, a Sydney (in Australia), ed è stato pubblicato postumo la morte di Esbjörn Svensson. È stato premiato, nel 2009, con il Grammy svedese come il miglior album jazz dell'anno.

## Brani
1. "Decade" – 1:17
2. "Premonition":
  1. "Earth" – 17:07
  2. "Contorted" – 6:18
3. "Jazz" – 4:17
4. "Still" – 9:55
5. "Ajar" – 1:36
6. "Leucocyte":
  1. "Ab Initio" – 8:51
  2. "Ad Interim" – 1:00
  3. "Ad Mortem" – 13:08
  4. "Ad Infinitum" – 4:38

## Formazione
- Esbjörn Svensson - pianoforte
- Dan Berglund - contrabbasso
- Magnus Öström - batteria